# 西利察河
西利察河是俄羅斯的河流，位於科拉半島北部，由摩爾曼斯克州負責管轄，河道全長107公里，流域面積1,190平方公里，河水主要來自融雪，最終注入白海。
69°25′37″N 32°16′50″E / 69.42694°N 32.28056°E